# Rey de Reyes (2012)
Rey de Reyes 2012 tuvo lugar el 18 de marzo del 2012 en el Auditorio Benito Juárez de Zapopan, Jalisco, y fue el primer evento del 2012 producido por la AAA. Esta es la decimosexta edición de Rey de Reyes AAA.

## Resultados
- Sexy Star derrotó a Pimpinela Escarlata en una Lucha de Jaula
  - Como consecuencia, Escarlata fue rapado
  - También lucharon Aero Star, Alan Stone, El Elegido, Faby Apache, La Hechicera, Mascarita Dorada, Mini Histeria, Octagóncito, Pasión Cristal y Yuriko.
  - Quién quedara en último lugar en la jaula, sería desenmascarado y rapado.
- Joe Líder & Juventud Guerrera derrotaron a Extreme Tiger & Fénix, Halloween & Nicho el Millonario y La Sociedad (Chessman & Teddy Hart).
  - Guerrera cubrió a Halloween después de un "GTS"
- Los Psycho Circus (Monster Clown, Murder Clown & Psycho Clown) (con Mini Clown) derrotaron a La Sociedad (Octagón, Silver King & Último Gladiador).
  - Murder cubrió a Gladiador después de una "Plancha"
- Los Bizarros (Billy el Malo, Cibernético y Escoria) derrotaron a La Sociedad (Dark Dragon, La Parka y Tito Santana).
- El Consejo (Máscara Año 2000 Jr., El Texano Jr. & Toscano) derrotaron al Ejército AAA (Dr. Wagner, Jr., Electroshock & Heavy Metal).
- El Hijo del Perro Aguayo derrotó a Héctor Garza, Jack Evans y L.A. Park ganado el torneo Rey de Reyes.
- El Mesías (con Extreme Tiger) derrotó a Jeff Jarrett (con Karen Jarrett y Tito Santana) ganando el Megacampeonato Unificado de Peso Completo de AAA
  - Mesías cubrió a Jarrett después de golpearle con una guitarra.
  - Durante la lucha, L.A. Park interfirió a favor del Mesias.

- Datos: Q7319452